# لارس أندرسون (راكب الكنو)
لارس أندرسون (بالسويدية: Lars Andersson)‏ هو راكب الكنو سويدي، ولد في 22 نوفمبر 1948 في مقاطعة دالرناس في السويد.

## وصلات خارجية
- لارس أندرسون على موقع أوليمبيديا (الإنجليزية)
- لارس أندرسون على موقع اللجنة الأولمبية السويدية (السويدية)